# Fritz Mackensen

Fritz Mackensen als Direktor der Kunsthochschule Weimar

Stehend von links: Otto Modersohn, Fritz Mackensen, Heinrich Vogeler; sitzend: Fritz Overbeck, Hermann Allmers, Carl Vinnen 1895

Fritz Mackensen (* 8. April 1866 in Greene; † 12. Mai 1953 in Bremen) war ein deutscher Maler, Mitbegründer der Künstlerkolonie Worpswede und Leiter der Nordischen Kunsthochschule, der heutigen Hochschule für Künste Bremen.

## Leben
Fritz Mackensen war wie sein Bruder, der Architekt Wilhelm Mackensen, ein Sohn des Bäckermeisters Ludwig Mackensen und dessen Ehefrau Luise. Der Optiker und Erfinder Otto Mackensen war sein Halbbruder. Sein Onkel war der Bauingenieur Ernst Mackensen. Er besuchte das Herzogliche Gymnasium Holzminden, wo Carl Büttger sein Zeichenlehrer war, und studierte ab 1884 gemeinsam mit Otto Modersohn und Fritz Overbeck an der Düsseldorfer und 1888/89 bei Friedrich August von Kaulbach und Wilhelm von Diez an der Münchner Kunstakademie.
Bereits 1884 entdeckte Mackensen auf Einladung der Kaufmannstochter Mimi Stolte das Moordorf Worpswede mit seiner Landschaft und der bäuerlichen Bevölkerung für seine Arbeit und verbrachte dort die Sommermonate. Auf dem Missionsfest dieses Sommers im benachbarten Schlußdorf fand Mackensen das Motiv für sein Monumentalgemälde (knapp 3 × 5 m) Gottesdienst im Freien (zu sehen im Landesmuseum Hannover), das Schlußdorfer im Gebet vertieft zeigt, im Hintergrund ihre damals einfachen Häuser. 1889 folgten ihm Modersohn und Hans am Ende, 1893/94 Overbeck und Heinrich Vogeler.
In den Wintermonaten 1892/93 war Mackensen Meisterschüler Christian Ludwig Bokelmanns in Karlsruhe und Berlin. 1895/96 nahm er an den Münchner Jahresausstellungen von Künstlern aller Nationen im Münchner Glaspalast teil, wo das 1895 gezeigte Gemälde Gottesdienst im Freien mit der Goldmedaille 1. Klasse prämiert wurde und die Bekanntheit der Künstlerkolonie Worpswede begründete. 1896 erhielt er auf der Internationalen Kunstausstellung in Berlin eine kleine Goldmedaille. 1889 war er Mitbegründer der Künstlerkolonie Worpswede. Mackensen lebte von 1895 bis 1904 ständig in Worpswede und unterrichtete unter anderem Paula Modersohn-Becker, Georg Harms-Rüstringen, Ottilie Reylaender und Clara Westhoff.
1908 übernahm er eine Professur an der Kunsthochschule Weimar, deren Direktor er 1910 wurde. Zu seinen Schülern gehörte die spätere Produktdesignerin am Bauhaus Marianne Brandt. Aber nicht Otto Pankok, der sich um einen Platz bei Mackensen bewarb, dem ein anderer Schüler vorgezogen wurde und der mit dieser Begründung später um 1913 in der Künstlerkolonie Dötlingen ansässig wurde. 1918 kehrte Mackensen nach Worpswede, in die Künstlerkolonie Worpswede zurück.
Er wurde Mitglied im Stahlhelm, für den er sich auch publizistisch engagierte, sowie im völkisch gesinnten, antisemitischen Kampfbund für deutsche Kultur.
Von 1933 bis 1935 wurde er mit dem Aufbau und der Leitung der Nordischen Kunsthochschule in Bremen betraut. Zum 1. Mai 1937 trat er der NSDAP bei (Mitgliedsnummer 5.767.390). Mackensen war in der Zeit des Nationalsozialismus ein angesehener Künstler und war 1937 auf der ersten Großen Deutschen Kunstausstellung im Münchener Haus der Deutschen Kunst mit dem Gemälde Gottesdienst im Moor vertreten. 1941 erhielt er die Goethe-Medaille für Kunst und Wissenschaft. 1942 hielt er sich im Alter von 76 Jahren als Major der Propaganda-Ersatzabteilung im besetzten Nordfrankreich auf, wo er See- und Strandbilder malte. In der Endphase des Zweiten Weltkriegs wurde er im August 1944 von Adolf Hitler in die Gottbegnadeten-Liste der wichtigsten Maler aufgenommen, was ihn vor einem weiteren Kriegseinsatz auch an der Heimatfront bewahrte.
Ausgehend von der Pleinairmalerei von Landschaften sowie Darstellungen des bäuerlichen Lebens (unter anderem Gottesdienst im Freien, 1886–95) wandte sich Mackensen um die Jahrhundertwende einer idealisierenden Malerei in der Tradition des 19. Jahrhunderts zu. Er schrieb unter anderem Worpswede und seine ersten Maler (1940).
Fritz Mackensen war Vorstandsmitglied im Deutschen Künstlerbund.

## Familie
Seit 1907 war er mit der Malerin Hertha Mackensen (1884–1949), geborene Stahlschmidt, verheiratet, die auch seine Schülerin war.

## Ehrungen
- 1953: Verdienstkreuz (Steckkreuz) der Bundesrepublik Deutschland

## Werke (Auswahl)
Gemälde:

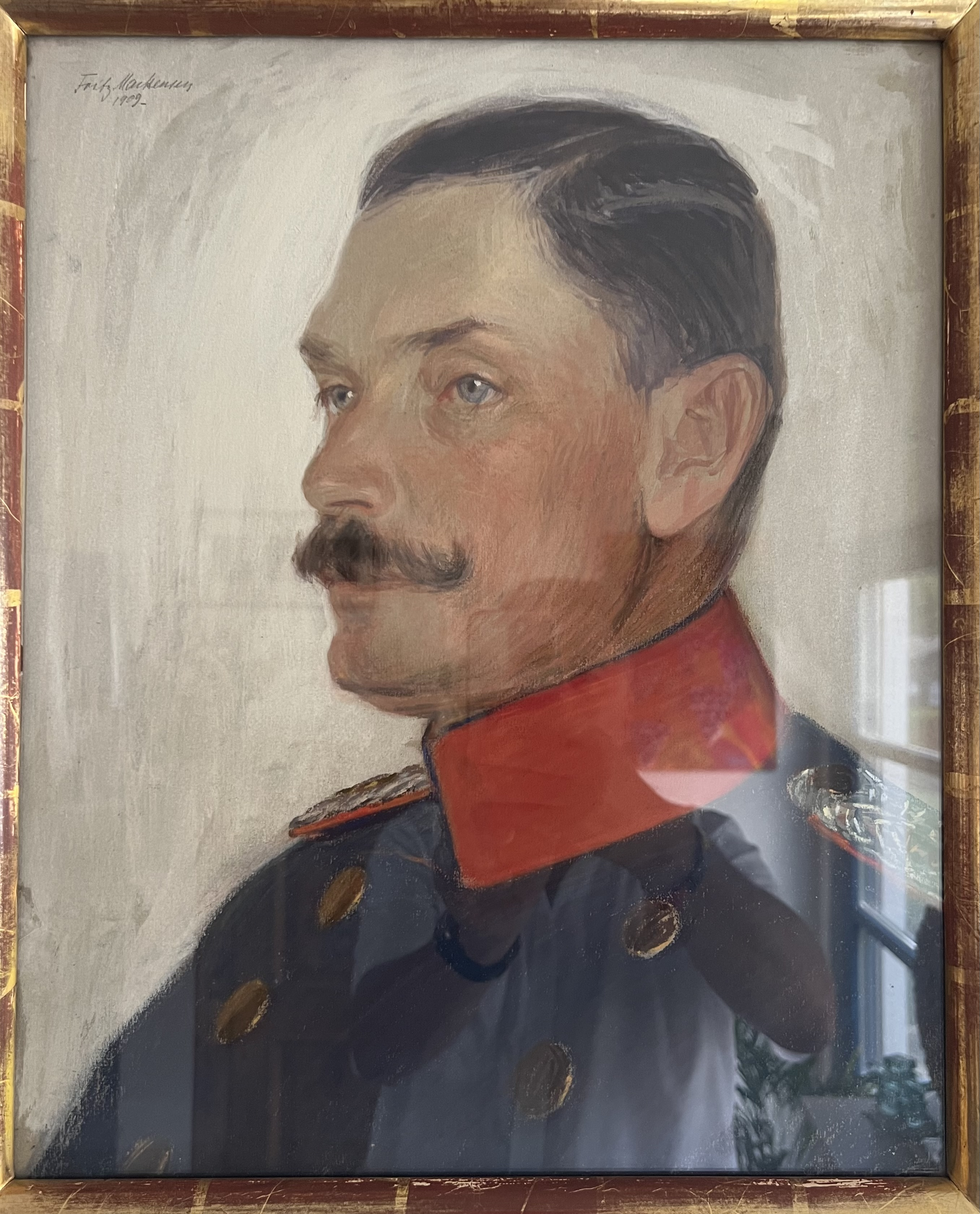
Major Max Saemmer

- Gottesdienst im Freien (1895) im Historischen Museum am Hohen Ufer in Hannover
- Trauernde Familie (1896) in der Große Kunstschau Worpswede
- Die Scholle (1899) im Museum in Weimar
- Tierbild im Museum in Oldenburg
- Major Max Saemmer  (1909) in Privatbesitz

Bronze-Plastik:
- Alte Frau mit Ziege (1898) in der Kunsthalle Bremen